# Le Journal d'Aurélie Laflamme
Pour l'adaptation au cinéma, voir Le Journal d'Aurélie Laflamme (film).
Le Journal d'Aurélie Laflamme est une série de neuf romans pour adolescents, dont le premier tome est paru en 2006.
Écrit par India Desjardins et édité par les Éditions des Intouchables, puis réédité aux Éditions de l'Homme, au Québec et aux Éditions Michel Lafon en France, le premier livre a été vendu à plus de 450 000 exemplaires. La série fait partie des grands succès littéraires québécois. Les livres sont écrits sous forme de journal intime, les romans racontent les aventures d'une jeune adolescente et ses amis, et les problèmes qu'elle vit d'une manière humoristique. India Desjardins dit avoir été influencée grandement par sa propre adolescence pour la création de ses romans.
La série s'offre aussi sous forme de bandes dessinées  à la maison d'édition MICHEL LAFON. Le dernier tome sous forme de roman est paru en 2018 et se déroule 6 ans après le 8ème tome selon la chronologie de l'histoire. Le premier et 7-8ème tome de la série ont été adapté au grand écran. 

## Liste des romans
1. Extraterrestre ou presque[1]
2. Sur le point de craquer[2]
3. Un été chez ma grand-mère[3]
4. Le monde à l'envers[4]
5. Championne[5]
6. Ça déménage[6]
7. Plein de secrets[7]
8. Les pieds sur terre[8]
9. Voler de ses propres ailes[9]

## Récompenses
Palmarès Communication-Jeunesse des livres préférés des jeunes, réseau CJ :
- 2007-2008 :
  - Extraterrestre... ou presque !
  - Sur le point de craquer !
- 2008-2009 :
  - Le monde à l'envers
- 2009-2010 :
  - Championne

## Adaptations cinématographiques
- 2009 : Le Journal d'Aurélie Laflamme, film québécois réalisé par Christian Laurence - adaptation du tome 1
- 2015 : Aurélie Laflamme - Les pieds sur terre, film québécois réalisé par Nicolas Monette - adaptation des tomes 7 et 8